# Maken X
Maken X ist ein 1999 veröffentlichtes Dreamcast-Spiel des japanischen Entwicklers Atlus. Der Hack-and-Slay-Titel erschien im Juli 2000 von Sega verlegt auch in Europa. 2001 folgte mit Maken Shao: Demon Sword ein Remake für PlayStation 2, das 2003 im Programm von Midas Interactive auch den europäischen Markt erreichte.
In Maken X nimmt der Spieler die Rolle des Schwerts Maken ein, das die Körper anderer Menschen kontrollieren und so deren Fähigkeiten nutzen kann. Die Handlung beschreibt einen global ausgetragenen Konflikt zwischen den USA und der Volksrepublik China auf der Erde in naher Zukunft. Während des Spiels trifft der Spieler auf eine Vielzahl von Charakteren, deren Geschichten er weiterführt und so die Welt zu retten versucht. Durch strategischen Einsatz ihrer Kräfte werden Herausforderungen gemeistert und schließlich einer der sieben möglichen Spielausgänge erreicht.

## Rezeption
Maken X erfreute sich insbesondere in der japanischen Spielepresse guter Kritiken, erreichte laut Wertungsdatenbank GameRankings jedoch auch im Westen überdurchschnittlich positive Wertungen.